# Caso Arny
El caso Arny fue un escándalo que se produjo en España en 1995 en relación con el sumario del juicio por las actividades de prostitución de menores producidas en el desaparecido bar gay de Sevilla, Arny. Desató un frenesí en los medios de comunicación y algunos consideraron que se había convertido en una caza de brujas contra los homosexuales. Se involucró a una amplia lista de hombres entre ellos varias personalidades públicas. La mayoría de los acusados, treinta y dos de los cuarenta y siete imputados, resultaron absueltos en la sentencia.

## Acusación y juicio
La investigación policial se inició a raíz de una denuncia presentada en febrero de 1995 por un menor de edad, José Antonio Sánchez Barriga (actualmente procesado por un tercer homicidio), entonces de 16 años, conocido posteriormente como «testigo número 1», quien aseguró que fue inducido a la prostitución homosexual en los bares Arny, Valentino y 27. La policía vigiló los locales durante nueve meses y no pudo precisar si entraban menores o no. A pesar de ello el juzgado de instrucción n.º 13 de Sevilla inició un sumario, conocido como el caso Arny donde se llegó a investigar hasta a 59 hombres, cuya lista de imputados se publicó en casi todos los medios de comunicación desde el principio, violándose así el derecho al honor y produciendo indefensión en los acusados, la mayoría de los cuales resultarían posteriormente inocentes. 
El escándalo fue enorme y se desataron todo tipo de rumores en la prensa y la ciudad de Sevilla. El 1 de octubre se inició la vista oral de juicio, imputando a 49 hombres cargos de corrupción de menores, aunque posteriormente se les retiraron los cargos a dos, entre los acusados se encontraban personajes conocidos como el presentador Jesús Vázquez, el actor y cantante Javier Gurruchaga, el humorista Jorge Cadaval, el juez de menores Manuel Rico Lara, Antonio Tejado (hermano de María del Monte) y el marqués de Sotohermoso, Ramón de Carranza y Villalonga.
La mayoría de los hombres fueron acusados basándose únicamente en las declaraciones de varios menores, de edades comprendidas entre 14 y 17 años, que se prostituían en la ciudad. En la vista oral del juicio se retractaron 13 de los 59 menores testigos, exculpando a varios de los famosos acusados, diciendo varios que fueron presionados por la policía y la fiscalía para presentar dichas denuncias, mientras que otros dijeron que eligieron al azar a las personas que implicaron. Además se constataron numerosas contradicciones del testigo principal, el «testigo nº 1», y la manifiesta animadversión del «testigo nº 19» hacia el juez de menores al que acusaba. Todos los clientes acusados proclamaron su inocencia, unos adujeron que no habían mantenido relaciones con ningún menor, otros que siempre habían supuesto que en dichos locales sólo había adultos y otros que ni siquiera habían ido nunca al Arny, como se confirmó en varios casos.

## Sentencia
Tras cinco meses en los que hubo varios aplazamientos se produjo la sentencia cuyo ponente fue el Magistrado Ángel Salas Gallego  de la sección tercera de la Audiencia Provincial de Sevilla el 18 de marzo de 1996, en la que la mayoría de los acusados resultaron absueltos, treinta y dos de los cuarenta y siete imputados finales. Únicamente ingresaron en prisión dos de los dieciséis condenados: el dueño y el encargado del pub Arny, Carlos Saldaña y José Antonio González Losada, condenados a 33 años y 18 años de cárcel respectivamente. Y se condenó a los otros 14 empleados y clientes del local a penas menores, de entre un año y año y medio, por las que no tuvieron que ingresar en prisión. De todas las personas famosas implicadas solo resultó condenado Ramón de Carranza, marqués de Sotohermoso, a un año de prisión.

## Controversia y perjuicios
El juicio estuvo rodeado por la polémica, con acusaciones de diversos sectores de que se trataba de un juicio a la homosexualidad y de que se había montado el escándalo para tapar lo de los GAL y la financiación ilegal del PSOE, partido en el gobierno. Además las defensas alegaron que se vulneraron derechos fundamentales y que los acusados sufrieron un juicio paralelo en los medios de comunicación donde se violó de forma sistemática la presunción de inocencia, el secreto de sumario y su derecho al honor. La sentencia desmanteló una amplia red de rumores y daños morales causados por los medios de comunicación a los implicados.
Jesús Vázquez, uno de los afectados y absueltos del caso, lo definió como el «último intento de los reaccionarios de aplastar lo inevitable». El daño moral que sufrieron los acusados fue enorme, «El vaso roto, roto está...» comentó Jorge Cadaval, y el económico también. Así, por ejemplo, Jesús Vázquez sólo facturó un 10% de lo previsto durante esa época. El presentador dijo por ello: «No todo lo público es publicable».

## Documental
En enero de 2023 la cadena televisiva HBO publicó un documental sobre el caso.